# Gabriela Basařová
Gabriela Basařová (17 de enero de 1934 - 18 de octubre de 2019) fue una profesora checa de química que trabajó en el campo de la química de la fermentación, la elaboración de cerveza y el malteado. La mayor parte de su trabajo científico e investigador se dedicó al estudio de la turbidez no biológica, llamada coloidal, de la cerveza y a los métodos para retrasar su producción durante el almacenamiento. Participó en actividades científicas, educativas y editoriales en la República Checa y en el extranjero, y publicó 538 artículos, la mayoría en revistas extranjeras. En 2012, Basarova recibió la Medalla Estatal al Mérito.

## Primeros años de vida y educación
Gabriela ("Gábina") Basařová nació en Plzeň el 17 de enero de 1934. Se graduó en el instituto, donde la química y las matemáticas eran sus asignaturas favoritas. Durante sus estudios, trabajó en laboratorios, en una fábrica de agua, en una destilería, en una fábrica de conservas y en fábricas de cerveza de Plzeň, tras lo cual decidió estudiar cervecería. En 1952 se licenció en la Universidad de Química y Tecnología de Praga (Vysoká škola chemicko-technologická v Praze; VŠCHT), en la especialidad de química y tecnología de la fermentación, con especialización en malteado y elaboración de cerveza.
En los años siguientes, obtuvo gradualmente títulos científicos y pedagógicos en la República Checa. En 1957, defendió su tesis de licenciatura sobre el tema "Control de la unión del oxígeno durante la producción de mosto" (supervisor: Prof. Ing. Josef Dyr, DrSc.), obteniendo el título de Ing. química. En 1965, se le concedió el título CSc. (candidata a las ciencias, hoy doctorado) tras defender su tesis doctoral "Nuevos métodos de estabilización con vistas a acortar el tiempo de reposo de la cerveza". En 1980, fue nombrada doctora en ciencias técnicas (DrSc.) tras defender su tesis doctoral sobre el estudio de la racionalización y modernización de los métodos para aumentar la estabilidad coloidal de la cerveza.

## Carrera profesional
Tras licenciarse en el Instituto de Tecnología Química, se incorporó a la entonces fábrica de cerveza Plzeň, hoy conocida como Plzeňský Prazdroj, (fábrica de cerveza Pilsner Urquell) donde trabajó entre 1957 y 1967. Dirigió los laboratorios y el grupo tecnológico, y estableció un centro de investigación que estudiaba las posibilidades de modernizar el proceso tecnológico de producción de la cerveza Prazdroj, sin afectar a sus propiedades específicas y características. En 1967, abandonó esa organización para trasladarse al Instituto de Investigación de la Cerveza y el Malteado de Praga, donde fundó y dirigió el Departamento de Bioquímica. De 1978 a 1982 fue su directora. En cooperación con centros de investigación, principalmente en países de Europa del Este, el instituto investigó y coordinó proyectos nacionales e internacionales. En la prestación de asistencia tecnológica, cooperó con cervecerías checas, eslovacas, yugoslavas, búlgaras y de otros países.
En 1981, Basarova fue nombrada profesora de química de la fermentación y bioingeniería en el campo de la maltería y la elaboración de cerveza, y se convirtió en la directora externa del Instituto de Química de la Fermentación y Bioingeniería del ICT de Praga, donde en 1982 pasó a trabajar de forma permanente. Dirigió el instituto durante los 25 años siguientes, hasta 1997, impartiendo clases sobre malteado, elaboración de cerveza, biotecnología moderna, viticultura y bioecología.
En sus trabajos científicos y de investigación se ocupó de las propiedades de las materias primas y su influencia en la calidad de la cerveza, de las innovaciones de los procesos tecnológicos y de los métodos analíticos para las necesidades del malteado y la elaboración de cerveza, del estudio del metabolismo de las levaduras cerveceras y de la importancia de las cepas de levadura para los tipos de cerveza característicos, así como de las variantes tecnológicas de su reducción. La mayor parte de su trabajo científico e investigador se dedicó al estudio de la turbidez no biológica, llamada coloidal, de la cerveza y a los métodos para retrasar su producción durante el almacenamiento. A este trabajo le siguió la introducción de procedimientos tecnológicos óptimos de estabilización para aumentar la estabilidad físico-química de la cerveza.
Además de la dirección del instituto (anteriormente el nombre del departamento) en el ICT, fue durante muchos años presidenta de la comisión para los exámenes estatales y la defensa de las tesis de diploma en el campo de la química de la fermentación y la bioingeniería, presidente de los comités para la defensa de los candidatos (CSc.). Dirigió la Comisión del Ministerio de Educación para la Defensa y Nombramiento de Doctor en Ciencias Técnicas en el campo de la Química y Tecnología de la Fermentación (DrSc.), y llegó a ser Vicepresidenta de la Comisión para la Defensa del Doctorado en Ciencias Técnicas (DrSc.) en el campo de la Química y Tecnología de los Alimentos. También trabajó en organismos similares en Eslovaquia. Dirigió decenas de tesinas y tesis doctorales en estudios universitarios de postgrado.
Fue miembro del Consejo Científico del Instituto de Investigación de la Cerveza y la Malta de Praga durante muchos años, miembro de los Consejos Científicos del Instituto de Investigación Alimentaria de Praga, del Instituto de Tecnología Química y de la Facultad de Tecnología Alimentaria y Bioquímica. También participó en el consejo de redacción de la revista Kvasný průmysl. Basarova fue miembro del Consejo de Supervisión de la fábrica de cerveza Budweiser Budvar en České Budějovice. Trabajó en los órganos centrales de la Sociedad Científica Checoslovaca, la Academia Checa de Ciencias Agrícolas y la Sociedad Química y Microbiológica Checoslovaca. Fue miembro del Grupo de Trabajo de Educación (EBC) para el Comité de Formación de Expertos del Convenio Europeo de Biotecnología, y también estuvo afiliada a la Universidad Técnica de Berlín.
Sus actividades editoriales incluyen 538 artículos, la mayoría de ellos publicados en revistas extranjeras de Alemania, Japón, Bulgaria, Polonia, Estados Unidos, Inglaterra, Serbia y otros países. Ha dado conferencias en simposios nacionales y extranjeros. Además de libros profesionales, artículos científicos, conferencias, carteles, informes de investigación y de expertos, patentes, guiones, sus escritos incluyen obras relacionadas con la historia de la cervecería checa destinadas al público en general y la promoción de la cerveza checa en el extranjero.
Basarova murió en Praga el 18 de octubre de 2019.

## Premios y honores
- Mejor Empleado de la Cervecería Prazdroj (1965)
- Empleado Destacado del Ministerio de Agricultura y Alimentación (1973)
- Empleado meritorio del Grupo Breweries and Maltsters (1982)
- Honores de ČVTS, ČAZ, Sociedad Química y Microbiológica sobre el Desarrollo de la Industria Cervecera y Maltera en Eslovaquia (1984)
- Mención de Honor del Rector de las TIC (1985)
- Medalla conmemorativa de B. Štefanovský en cooperación con el Politécnico de Łódži (1985)
- Medalla Conmemorativa de la FPBT TIC (1994) 1999)
- Medalla conmemorativa del prof. Votočka TIC (2000)
- Periodista Personalidad del Año en la industria cervecera (2000)
- Incluido en el Salón de la Fama de la cervecería y maltería checa (2002)[5][6]
- Título de Honorary Connoisseur, otorgado por Plzeňský Prazdroj (2011)
- Medalla al Mérito del Estado en Ciencia, Educación y Educación (28 de octubre de 2012)
- Sello Histórico de la Ciudad de Pilsen (2015)

## Trabajos seleccionados

### Libros
- Basařová, G., Čepička, J.:1985: Sladařství a pivovarství (skriptum), SNTL Praha
- Kolektiv autorů: 1986: Kvasinky ve výzkumu a praxi, Československá akademie věd, Praha, 379 s.[7]
- Basarova, G., Nielebock, C.: 1989: Analysemethoden für die Brau- und Malzindustrie, Verlag: Leipzig, Fachbuchverlag Leipzig, 1989,ISBN 3343004030 /ISBN 9783343004034, 271 s.
- Basařová, G., Doležalová, A., Kahler, M., Čepička, J.: 1992 (1.a2.díl), 1993 (3díl): Pivovarsko-sladařská analytika. MERKANTA sro Praga, 996 s.
- Basařová G., 2005: Carl Joseph Napoleon Balling - Profesor an der Technischen Hochschule en Praga 1805–1868. En: Gesellschaft für Geschichte des Brauwesens e. V.: Jahrbuch 2005. Berlín 2005, págs. 27–45.
- Basařová, G., Šavel, J., Basař, P., Lejsek, T.: 2010: Pivovarství: Teorie a praxe výroby piva, VŠCHT Praha. ISBN, 978-80-7080-734-7, 863 pág.
- Basařová, G., Hlaváček, I., Basař, P., Hlaváček, J.:2011: České pivo. Třetí rozšířené vydání. . Havlíček Brain Team, Praga.ISBN 978-80-87109-25-0, 309 s.
- Basařová, G. a kol.: 2014: Sladařství. Teorie a praxe výroby sladu. Havlíček Brain Team, Praga.ISBN 978-80-87109-47-2, 626 s.

### Artículos
- Basařová, G.: La relación estructura-función de los adsorbentes poliméricos para la estabilización coloidal de la cerveza . Estructura alimentaria, 1990, 9(3), 175–194.
- Basařová, G., Lejsek, T.: Determinación espectrofotométrica directa del nitrógeno. Kvasný Prum, 1970 16 (9) 192-197 Dostupné en línea
- Basařová, G., Turková, J.: Propiedades, modo de unión y aplicación de la papaína unida a geles de hidroxilmetilmetacrilato. Brauwissenschaft 1977, 30(7), 207–209.
- Basařová, G., Škach J., Černá I.: El uso de adsorbentes en la producción de cervezas coloidalmente estables. Kvasni Prum. 1977; 23(9): 193-197
- Basařová, G., Černá, I., Škach, J.: Importancia y método de tratamiento de polifenoles en la tecnología cervecera. Kvasni Prum. 1977; 23(4): 73-77
- Basařová, G., Škach J., Budín, J., Kubánek, V.: Ajuste de la concentración de sustancias polifenólicas en la cerveza mediante Sorsilene en polvo. Kvasni Prum. 1979; 25(10): 217-221
- Basařová, G., Škach, J., Kubánek, V., Veruovič B.: Un método para evaluar las propiedades tecnológicas de textura y sorción del adsorbente de polifenoles Sorbamide. Kvasny     Prum. 1983; 29(9): 193-200
- Novák, J., Basařová, G., Teixeira JA,Vicente, AA: Monitoreo de la propagación de la levadura de cerveza en condiciones aeróbicas y anaeróbicas empleando citometría de flujo. J. Inst. Elaborar cerveza. 2007, 113(3), 249–255.